# Heritage (gitaar)

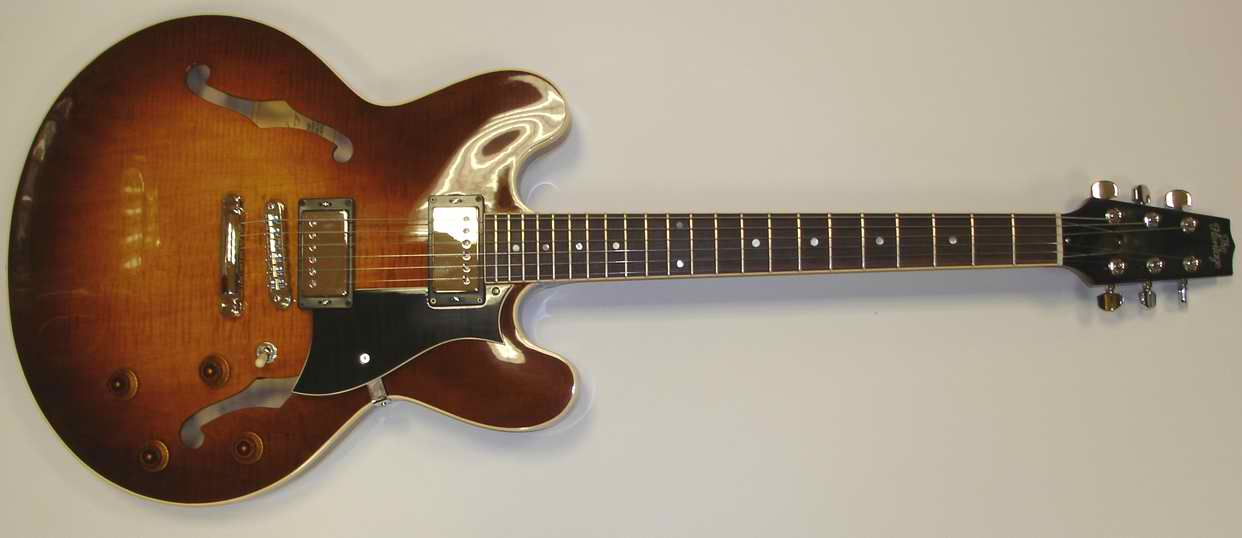
Heritage H535

The Heritage is een kleine gitaarbouwer uit Kalamazoo, Michigan in de Verenigde Staten. 'Heritage' betekent in dit geval: traditie. De oprichters zijn voormalige werknemers van de firma Gibson, die na een grote reorganisatie begin jaren tachtig haar totale productie verlegde naar Nashville (Tennessee). Aldaar was in 1975 een moderne Gibsonfabriek opgericht en toen ook de laatste werkzaamheden (voornamelijk speciale 'custom shop'-bestellingen) zouden worden verplaatst naar de nieuwe hoofdvestiging, besloot een vijftal werknemers de oude fabriek en een aantal machines over te nemen.
Het is niet verwonderlijk dat The Heritage werkt in de traditie van Gibson, dus de belangrijkste gitaarmodellen zijn vrijwel gelijk aan die uit de oudere Gibsoncatalogus. Experimentelere modellen uit de beginjaren van The Heritage zijn gaandeweg uit productie genomen. Het populairst onder diverse jazzveteranen, zoals Kenny Burrell, zijn de verschillende 'hollow body'modellen, maar ook Gibsonklassiekers als de ES 335 en de Les Paul worden gebouwd onder de naam H535 en H150. The Heritage plaatst elementen die volgens traditionele specificaties door firma's als Seymour Duncan en Jason Lollar worden gefabriceerd. Oud-Gibsonemployé Rendal Wall ontwikkelde speciale HRW-elementen, gebouwd door Schaller. In de eerste Heritage-gitaren werd ook gebruik gemaakt van Schallers, (herkenbaar aan de dubbele stelschroefjes aan weerszijden van de elementen).
Uiteraard roepen de gitaren controverse over geluid en constructie op tussen Gibson- en Heritagefans. De aanzienlijk goedkopere Heritagemodellen komen steevast als goed tot zeer goed uit tests van de internationale muziekbladen, terwijl Gibson regelmatig geplaagd wordt door incidenten rondom zijn kwaliteitscontrole. Niet voor niets bestaat de jacht op de zogenoemde 'vintage' Gibsons, modellen uit de beste periode van Gibson, ruwweg tot 1975 gebouwd in Kalamazoo. Kenners benadrukken tevens dat Gibson in zijn streven naar efficiency en het drukken van de productiekosten concessies heeft moeten doen. Zij noemen het gebruik van plastic in plaats van parelmoer voor de positiemarkeringen op de hals, goedkopere houtsoorten, minder gebruik van massief hout, halzen die minder passend op de body aansluiten, alsmede mindere kwaliteit in afwerking en hardware (brug, kam, elementen, stemschroeven en dergelijke). De achteruitgang in kwaliteit wordt deels opgevangen door het produceren van handgemaakte ('custom shop')-modellen, maar eind jaren zeventig wist outsider Yamaha met zijn op de Les Paul gebaseerde SG2000 talloze Gibsongebruikers, zoals bijvoorbeeld Carlos Santana te verleiden. Velen zien hierin het einde van de Gibsonhegemonie en de aanzet tot het ontstaan van firma's als The Heritage, die de voortreffelijke traditie van Gibson willen bewaren.